# Кологривов, Александр Лукич
Алекса́ндр Лукич Кологри́вов (13 [24] мая 1795; имение Набережное, Ливенский уезд, Орловская губерния, Российская империя — 15 [27] февраля 1863; Острог-на-Волыни, Острожский уезд, Волынская губерния, Российская империя) — отставной генерал-майор русской армии, участник заграничных походов (1813—1814) и подавления польского восстания (1830—1831). Декабрист.

## Биография
А. Л. Кологривов родился 24 мая 1795 года в имении Набережное Ливенского уезда Орловской губернии. Происходил из дворян. Отец — Лука Семёнович Кологривов (1763—1839), полковник, статский советник (1800), воронежский вице-губернатор Тверской губернии. Мать — Мария Евгеньевна Лаврова. Был двоюродным братом будущего декабриста С. П. Бегичева.
В 10-летнем возрасте, 2 июля 1805 года, А. Л. Кологривов был записан в статскую службу губернским регистратором канцелярии гражданского губернатора Воронежа. С 31 декабря 1808 года — коллежский регистратор, а с 31 октября 1811 — губернский секретарь. Во время Отечественной войны 1812 года был переведён и 15 августа зачислен в штат Тверского губернского правления с оставлением при делах своего отца. Исполнял должность гражданского губернатора Твери и активно занимался организацией Тверского ополчения.
В 1813 году по собственному прошению был переведён на военную службу, переименован в военный чин подпоручика и 19 июня определён в Александрийский гусарский полк, в составе которого участвовал в заграничном походе русской армии 1813—1814 годов. Принимал участие в сражениях при Кацбахе, Лейпциге, Бриенне, Ла-Ротьере, Монмирае, Лаоне и Фер-Шампенуазе.
13 декабря 1814 года за отличие по службе А. Л. Кологривов был произведён в поручики с переводом в лейб-гвардии Кавалергардский полк. 16 июня 1816 года ему был присвоен чин штабс-ротмистра, 27 марта 1819 — ротмистра, а 8 февраля 1824 — полковника.
В 1825 году А. Л. Кологривов вступил в Петербургскую ячейку Южного тайного общества, и с того же года участвовал в деятельности Северного общества. Был хорошо знаком с А. С. Грибоедовым. Во время восстания 14 декабря находился в Москве. 20 декабря вышел приказ об его аресте, 23-го был арестован, 25-го доставлен в Санкт-Петербург на главную гауптвахту, а на следующий день переведён в Петропавловскую крепость в № 3 офицерского дома. 13 июня 1826 года было высочайше повелено, продержав ещё 6 месяцев в крепости, «перевести в армию к старшему в полк и ежемесячно доносить о поведении».
7 июля 1826 года А. Л. Кологривов был переведён с тем же чином в Финляндский драгунский полк. С 1 сентября 1828 по 19 ноября 1830 год в Воронеже возглавлял сборный учебный эскадрон при корпусной квартире. Принимал участие в Подавлении польского восстания 1830—1831 годов. За отличие 20 февраля 1931 года в бою у Люблина А. Л. Кологривову было объявлено Высочайшее благоволение.

«Находясь с дивизионами, бывшими для прикрытия орудий конно-батарейной роты № 27, действовал с особенным мужеством и храбростью, способствовал к занятию г. Люблина и отражению неприятеля, нападавшего на орудия».
За отличие при занятии 6 апреля Владимира-Волынского награждён орден Святой Анны 3-й степени с бантом.

«Спешившись с 3-м дивизионом возле моста, с мужеством повёл атаку на большую колонну мятежников, которую опрокинув, решил взятие города, причём наступая несколько раз должен был брать штурмом дома, из коих упорные мятежники продолжали сильный огонь».
4 апреля 1836 года А. Л. Кологривов был назначен состоять по кавалерии. 6 февраля 1840 года уволен от службы в отставку с мундиром и полным пенсионом, с производством в генерал-майоры. 15 апреля 1850 года разрешено жительство в столицах.
Умер 15 февраля 1863 года в Остроге-на-Волыни Острожского уезда Волынской губернии.

## Семья
Жена — Екатерина Александровна Гвоздева.
Дети: сыновья — Андрей (26.05.1840 г. р.), Алексей, Николай, Михаил (1.01.1842—1.07.1912); дочки — Нонна, Екатерина, Нина, Наталья, Софья, Варвара и Мария.

## Награды
- Высочайшее благоволение
- Орден Святой Анны 3-й степени с бантом
- Орден Святой Анны 2-й степени с алмазами
- Орден Святого Владимира 4-й степени
- Орден Святого Станислава 3-й степени